# Il cuore è nudo...e i pesci cantano
Il cuore è nudo...e i pesci cantano è il nono album di Ivan Cattaneo, pubblicato nel 1992.

## Il disco
Quest'album segna il ritorno di Ivan Cattaneo in veste di cantautore.
Dopo aver chiuso con la produzione di dischi a causa della strumentalizzazione subita dai media e dalla discografia, l'artista trascorre la fine degli anni '80 fra pittura, ricerca spirituale e studio della musica elettronica, che continua a portare avanti da sempre.
Nel 1992, Ivan Cattaneo torna in veste propria di cantautore con Il cuore è nudo...e i pesci cantano.
L'album si presenta in una veste completamente differente dal passato; le tematiche dell'album si indirizzano sulla New Age (anche in questa occasione l'artista si trova in anticipo sul genere) e parla del suo rapporto con il maestro indiano Osho.
Il sound mantiene sempre un'impronta elettronica e si basa sul Drum and bass, genere che si diffonderà solo successivamente, dimostrando per l'ennesima volta la spiccata intuizione musicale del cantautore italiano.
Il disco, pubblicato sia in CD che in LP, è un cosiddetto doppio album, vista l'ampia tracklist di ben 17 brani inediti.
Fra i più interessanti pezzi che compongono il disco: L'oro del mondo, Crudele, Atomi e Blummarè.
Più intensi e introspettivi i brani La Mia Solitudine in cui l'artista si racconta in un periodo di solitudine e tristezza; Così è invece si rapporta all'attualità del mondo e la sua evoluzione, brano che rimane sempre attuale sulle tematiche di tecnologie ed evoluzioni. 
L'album è prodotto dallo stesso Cattaneo. 

## Tracce
1. Cuore nudo
2. Così è
3. L'oro del mondo
4. Crudele
5. Atomi
6. Madama Butterfly
7. Blummarè
8. La Mia Solitudine
9. Kamasutra blu
10. Little Gay
11. Hiroshima mon amour
12. Atomi 2
13. Grazie
14. Tao tu
15. Una magra anima occidentale
16. Zombi
17. Frequenza modulata

## Formazione
- Ivan Cattaneo - voce
- Ciro Pagano - chitarra
- Beppe Gemelli - batteria
- Piero Gemelli - chitarra
- Emanuele Cisi - sax